# Госпитализм
Госпитализм (от лат. hospitalis — гостеприимный; госпиталь — лечебное учреждение) — совокупность психических и соматических нарушений, обусловленных длительным пребыванием человека в стационаре в отрыве от близких людей и от дома; в широком смысле под госпитализмом понимаются неблагоприятные, в первую очередь психические условия больничной среды и результаты их действия на психическое и физическое состояние пациента. Понятие «госпитализм» ввёл австро-американский психоаналитик Рене Шпиц в 1945 году применительно к детскому госпитализму. Госпитализм чаще всего наблюдался и более изучен у детей, однако он поражает также и взрослых.

## Госпитализм у детей
Госпитализм как синдром патологии детского психического и личностного развития представляет собой результат отделения младенца от матери и его ранней институционализации, психическую и физическую отсталость, возникающую вследствие дефицита общения и воспитания. По Р. Шпицу, госпитализм у детей обусловливается преимущественно разлукой с матерью; он может возникать как в различных заведениях, где уход за детьми и их воспитание осуществляются при полном или частичном отсутствии матери, так и в условиях семьи, если матери не любят своих детей или не уделяют им должного внимания.
В учреждениях с длительным пребыванием детей (дом малютки, недельные ясли, больницы, другие медицинские учреждения) возможны следующие факторы, приводящие к госпитализму: бедный психологический климат, недостаток человеческого внимания к ребёнку, недостаток эмоциональных проявлений со стороны персонала. Эти факторы вызывают у детей так называемую эмоциональную недостаточность, оставляют их пассивными, не развивают у них нужных навыков, ловкости и умственных способностей. При недостатках в гигиенической помощи и в уходе развиваются не только соматические расстройства (например, расстройство питания и инфекции), но и нарушения гармонического развития высшей нервной деятельности.
Признаки госпитализма: запоздалое развитие движений, в особенности ходьбы, резкое отставание в овладении речью, эмоциональная обеднённость, бессмысленные движения навязчивого характера (например, раскачивание тела), сопутствующие этому комплексу психических недостатков низкие антропометрические показатели, рахит, пониженный уровень адаптации к окружению, ослабленная сопротивляемость инфекциям. Госпитализм во младенческом возрасте характеризуется следующими признаками: потеря в весе, вялость, апатичность, повышенная сонливость, мышечный гипотонус, уход от контактов с окружающими (отсутствие зрительного слежения, поворотов «на голос», «гуления» в ответ на ласку взрослого), слабый плач и пр.
Госпитализм накладывает негативный отпечаток на все сферы формирующейся личности, тормозит интеллектуальное и эмоциональное развитие, искажая Я-концепцию, разрушая физическое благополучие. В крайних формах он может привести к тяжёлым психическим расстройствам (младенческие маразмы и пр.), хроническому инфицированию, иногда — к смерти.

## Госпитализм у взрослых
Госпитализм у взрослых (хронически больных, особенно пожилого возраста) возникает при пребывании — повторном и в течение длительных периодов — в больничной среде. Вследствие этих факторов пациент вживается в роль хронически больного, его пребывание в стационаре становится «стилем жизни». Отвыкая от жизни за пределами больницы, человек порой прилагает значительные усилия для того, чтобы вновь вернуться в стационар.
По некоторым данным, после госпитализации у пожилых людей более интенсивно ухудшается память и нарушается мышление, чем до этого события.

### Госпитализм в психиатрии
Под госпитализмом в психиатрии понимают ухудшение психического состояния в связи с длительным пребыванием в стационаре: явления социальной дезадаптации, утрата интереса к труду и трудовых навыков, снижение синтонности, ухудшение контакта с окружающими, тенденция к хронификации заболевания и др.
Известно, что длительное пребывание психически больных в закрытых стационарных учреждениях неблагоприятно влияет на прогноз заболевания. Даже клинически удовлетворительная ремиссия не всегда сопровождается восстановлением социально-трудовой адаптации, и успехи этой адаптации тем меньше, чем дольше пациент находится в стационаре. Длительное круглосуточное пребывание в психиатрическом стационаре повышает инвалидизацию больных, и чем меньше времени пациент находится в закрытом лечебном учреждении, тем больше у него возможностей сохранить социальные позиции.
Сформированный синдром госпитализма исследователи рассматривают как один из вариантов психического дефекта, в происхождении которого играет роль длительная социальная изоляция, чрезмерная зависимость от персонала отделения с угнетением собственной активности и длительный приём нейролептических средств. Присущие госпитализму апатия, аффективная уплощённость, отсутствие планов и надежд, манерность и стереотипии прежде ошибочно рассматривались лишь как проявление хронической шизофрении.
Отмечается, что тяжесть проявлений госпитализма нарастает по мере увеличения суммарной длительности стационарного лечения: для пациентов с относительно коротким периодом пребывания в стационаре, не превышающим 5—10 мес., характерны лишь единичные симптомы госпитализма; при продолжительности госпитализаций от 10 до 15 месяцев проявления достигают фазы формирующегося или фазы сформированного синдрома госпитализма. Наибольшую выраженность синдром приобретает у лиц с длительными сроками (15 мес. и более) госпитализации.
У пациентов с непродолжительными сроками пребывания в стационаре даже при значительной длительности болезни наблюдаются либо отдельные симптомы госпитализма, либо фаза формирующегося синдрома; фаза сформированного синдрома госпитализма у таких пациентов не наблюдается. Исследователями сделан вывод, что длительное пребывание в психиатрических отделениях оказывает более деструктивное влияние на личность пациентов, чем собственно психическое заболевание.
Г. Путятин выделяет несколько клинических вариантов синдрома госпитализма:
1. Синдром депривационной десоциализации.
2. Синдром патерналистической зависимости или навязывания роли пациента.
3. Синдром фармакогенного психоэмоционального и социального регресса личности.
4. Смешанный вариант.

Признаки фармакогенного регресса личности, в отличие от других составляющих синдрома госпитализма, быстро и со значительной интенсивностью проявляются уже при первых госпитализациях в психиатрическую больницу, в то время как другие составляющие синдрома отсутствуют или выражены незначительно. Основную роль в развитии фармакогенного регресса играют неблагоприятные побочные эффекты интенсивной нейролептической терапии, затрагивающие сферу личностного функционирования больных; играют роль также недостаточность использования психосоциальных форм реабилитационного вмешательства и терапевтическая резистентность пациентов, приводящая к полипрагмазии и назначению высоких доз психотропных средств.
Синдром фармакогенного регресса личности характеризуется зависимостью от длительного, клинически недостаточно дифференцированного применения психотропных средств. Преобладает астеническая и апато-абулическая симптоматика в виде вялости, истощаемости, замедленной моторики с общей скованностью, монотонного и ригидного аффекта, безынициативности, ассоциативной тугоподвижности, притуплённости внимания. Характерны бездеятельность, негативное отношение к включению в трудовые процессы и к выписке из больницы. При коррекции медикаментозной терапии и снижении дозы психотропных препаратов глубина дефицитарных проявлений, как правило, уменьшается: пациенты становятся более живыми и подвижными, уменьшаются явления общей скованности, возрастает интерес к окружающей обстановке и собственной судьбе.
Начальные признаки синдрома патерналистической зависимости появляются при первых госпитализациях в психиатрическую больницу, при общей длительности стационарного лечения 10—15 месяцев и стабилизируются на уровне средней выраженности нарушений.
Синдром патерналистической зависимости представляет собой не только отражение процессуальной дефицитарной симптоматики, но и следствие систематической опеки и покровительства со стороны медицинского персонала. Для этого синдрома характерны моральная ангедония, потеря интереса к практической деятельности, отвержение или боязнь усилий, отсутствие моторной активации, аффективное безучастие (отсутствие инициативы и любознательности, беспечность, однообразная монотонность поступков, «закостенелость» эмоций). В конечном счёте этот вариант госпитализма способствует разрушению связей с окружающим миром, прекращению социальных отношений, разрушению межличностных связей.
Синдром депривационной десоциализации формируется с существенным отставанием от других вариантов госпитализма: его первые признаки проявляются после 5—10-месячного срока госпитализаций и достигают максимума у пациентов с наиболее длительным пребыванием в стационаре.
Основная предпосылка формирования синдрома депривационной десоциализации — длительная изоляция больных в психиатрических отделениях и дестимулирующее влияние условий больничной среды. Для этого синдрома характерна утрата или значительное ослабление социальных, в том числе семейных и родственных связей, инициативы, побуждений к деятельности. Патологическая адаптация к условиям стационара проявляется в ригидности психики и крайне упрощённом жизненном стереотипе больных; характерна полная несостоятельность в решении элементарных бытовых задач, взаимоотношениях с окружающими, нивелировка преморбидных особенностей личности. Постепенно нарастают беспомощность в вопросах самообслуживания и поведения в условиях внебольничной жизни, пассивность и безразличие к окружающей обстановке, эмоциональная опустошённость.